# Prior Lake
Prior Lake – miasto w Stanach Zjednoczonych, w stanie Minnesota, w hrabstwie Scott.